# Arthur Batut
Arthur Batut (9. února 1846 – 19. ledna 1918) byl francouzský fotograf a průkopník fotografie ze vzduchu.

## Život

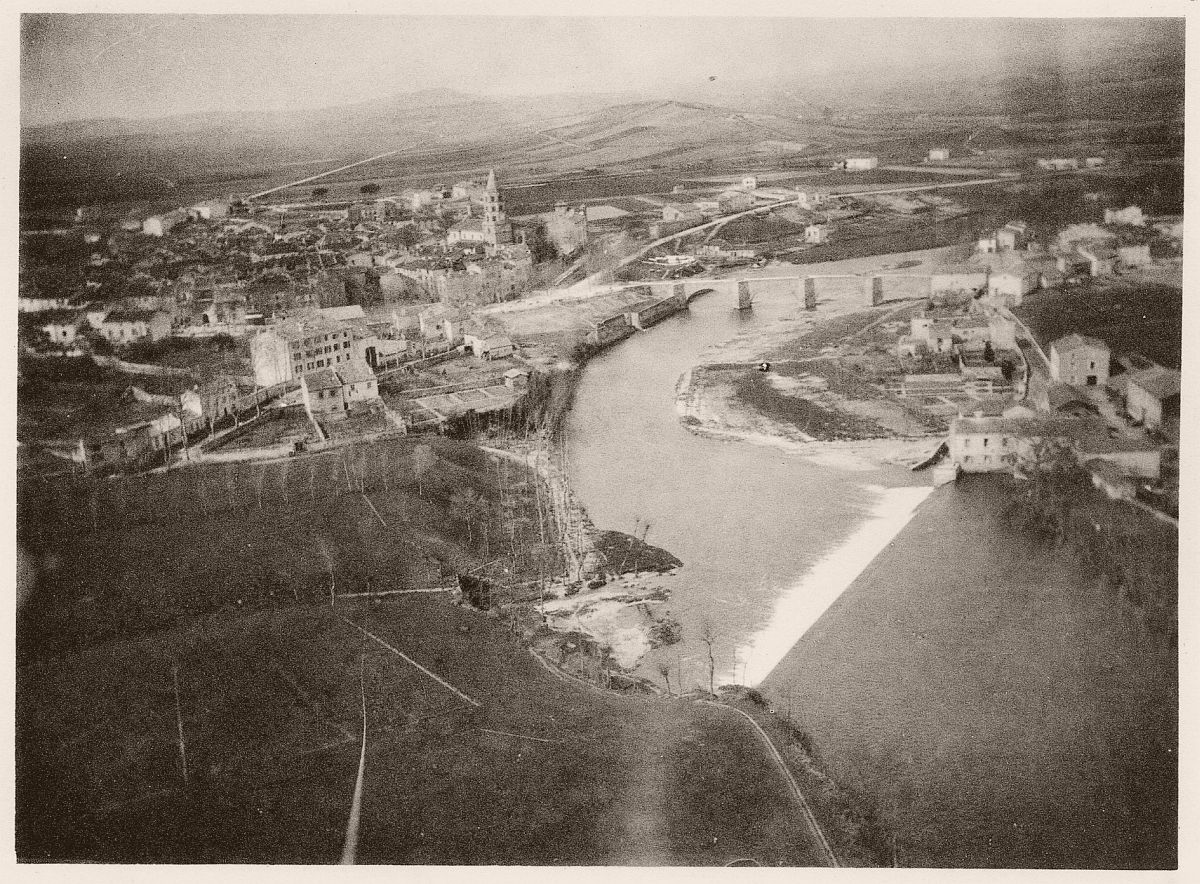
Labruguière, 1889

Batut se narodil v roce 1846 v Castres. Zajímal se o historii, archeologii a fotografii. Jeho kniha o letecké fotografii z draků se objevila v roce 1890 a obsahovala fotografie Labruguière pořízené z draka v roce 1889, z místa, kde strávil většinu svého života až do své smrti zde v roce 1918.
Dá se to považovat za důkaz, že v roce 1887 nebo 1888 byl první, kdo tuto metodu úspěšně použil.
Tedy v době kdy mělo letecké snímkování možnosti využití ve vzdušném průzkumu, ale i v zemědělství a archeologii. První leteckou fotografii pořídil z balonu vzduchoplavec Nadar v roce 1858. Využití bezpilotních draků sliboval zjevné výhody ve vojenském prostředí.
Inspiroval se Francisem Galtonem – stejně jako on pořizoval montované (kompozitní) fotografie kombinující portréty více lidí na jeden snímek.

## Dílo
- BATUT, Arthur. La photographie appliquée à la production du type d'une famille, d'une tribu ou d'une race. Paris: Gauthier-Villars et fils, 1887.
- BATUT, Arthur. La photographie aérienne par cerf-volant. Paris: Gauthier-Villars et fils, 1890. Dostupné online.